# Автошлях Т 2004
Автошлях Т 2004 — автомобільний шлях територіального значення в Тернопільській області. Проходить територією Бережанського, Підгаєцького та Монастириського районів. Загальна довжина — 47,6 (52)  км.
Частина колишнього державного гостинця Бережани — Монастириськ — Станиславів, який також називали «Бережанський тракт».